# Zenga Zenga
Zenga Zenga (auch Zenga Zenga Song) ist ein rund zwei Minuten langes auf der Videoplattform Youtube veröffentlichtes Musikvideo. Es stammt von Noy Alooshe, einem israelischen Musiker und Journalisten tunesischer Abstammung. Es handelt sich um die Parodie einer am 22. Februar 2011 gehaltenen Rede des amtierenden libyschen Staatsoberhauptes Muammar al-Gaddafi. Es wurde bis Ende Februar 2011 rund eine Million Mal aufgerufen.

## Text und Musik
Alooshe verwendete Auszüge der Rede und unterlegte sie mit schnellen Trance-Rhythmen. Die von Gaddafi verwendete Phrase „Zentimeter für Zentimeter, Haus für Haus, Straße für Straße“, mit der er zum Kampf gegen die Opposition aufrief, verwendete Alushe als Refrain. Weiterhin rief Gaddafi in seiner Rede dazu auf, die Gegner „Gasse für Gasse“ zu verfolgen, aus dem arabischen Wort zanqa für Gasse wurde Zenga Zenga, der Titel des Videos. Als Strophen verwendete er Textpassagen aus der Ansprache Gaddafis. Das Musikvideo zeigt Gaddafi in mehreren Ausschnitten aus der Fernsehansprache, begleitet von einer leicht bekleideten Tänzerin.

## Veröffentlichung
Am 6. März 2011 wurde eine Download-Single des Liedes von Craze Productions veröffentlicht, die über Bezahlplattformen wie iTunes vertrieben wird. Außerdem erschien ein Klingelton für Handys auf Basis des Liedes.

## Reaktionen
Die Reaktionen aus der arabischen Welt waren nach Angaben von Alushe überwiegend positiv. Einigen Zuschauern war die Tänzerin zu freizügig, weshalb Alushe eine weitere Version des Videos ohne Tänzerin online stellte. Die Oppositionsbewegung in Libyen soll das Video für seine Zwecke verwenden und in seinen Fernsehsendungen zeigen, in Marokko soll das Lied bereits in öffentlichen Pubs gespielt werden. Allerdings erhielt Alushe nach eigenen Angaben auch Morddrohungen. Eine Anfrage aus dem Iran nach einem ähnlichen Video über Mahmud Ahmadinedschad lehnte er ab, er plane stattdessen ein zweites Video über Gaddafi.
Als Fortsetzung zu Zenga Zenga veröffentlichte Alushe am 8. März 2011 das Video Zenga Zenga People, das Ausschnitte einer Rede Gaddafis zeigt, in der er behauptet, dass ihn sein Volk liebe und für ihn sterben würden. Im April berichteten Journalisten aus Tripolis, dass es mittlerweile auch eine Pro-Gaddafi-Version des Liedes gebe, der Refrain werde vom libyschen Regierungssprecher Moussa Ibrahim vorgetragen.